# فالكاو (لاعب كرة قدم)
فالكاو (بالبرتغالية: Falcão‏) (8 يونيو 1977 في البرازيل - ) هو لاعب كرة الصالات ‏ وصحفي ولاعب كرة قدم برازيلي في مركز الهجوم. شارك مع منتخب البرازيل لكرة الصالات. أما مع النوادي، فقد لعب مع أتلتيكو مينييرو ونادي سانتوس ونادي ساو باولو ونادي فاسكو دا غاما ونادي كورينثيانز ونادي مادوريرا وMagnus Futsal ‏ وAssociação Desportiva Classista Intelli ‏ وSantos FC Futsal ‏ و اتحاد جاراغوا الرياضي.

## وصلات خارجية
- فالكاو على موقع الاتحاد الدولي (مؤرشف)  (الإنجليزية)
- فالكاو على موقع قاعدة بيانات كرة القدم.إي يو (الإنجليزية)